# Kerala Blasters Football Club
Maillots
Le Kerala Blasters Football Club (en malayalam : കേരള ബ്ലാസ്റ്റേഴ്സ് ഫുട്ബോൾ ക്ലബ്, et en hindi : केरला ब्लास्टर्स फुटबॉल क्लब), plus couramment abrégé en Kerala Blasters, est un club indien de football fondé en 2014 et basé dans la ville de Cochin, dans l'État du Kerala.
Le club est une franchise de l'Indian Super League.

## Histoire
L'équipe est possédée par le joueur de cricket indien Sachin Tendulkar et l'homme d'affaires Prasad V. Potluri. L'équipe joue ses matchs à domicile au Stade Jawaharlal Nehru.
Lors de sa première saison, l'équipe est entraînée par le joueur-entraîneur David James et il est aussi le joueur-clé de l'équipe.
Le premier match de l'histoire du club se joue le 13 octobre 2014 contre le NorthEast United et se solde par une défaite de 1-0. Le premier buteur du club est Iain Hume à la 50e minute lors de la 2e journée contre le Chennaiyin et se solde par une défaite de 2-1.

## Bilan sportif

### Palmarès
| Compétitions nationales                                      |
| ------------------------------------------------------------ |
| - Indian Super League : - Vice-champion : 2014, 2016 et 2022 |

### Bilan saison après saison
| Saison    | Saison Régulière | Saison Régulière | Saison Régulière | Saison Régulière | Saison Régulière | Saison Régulière | Saison Régulière | Saison Régulière | Saison Régulière | Série éliminatoire | Entraîneur                     | Meilleur buteur             |
| Saison    | Classement       | Pts              | J                | V                | N                | D                | Bp               | Bc               | Diff.            | Série éliminatoire | Entraîneur                     | Meilleur buteur             |
| --------- | ---------------- | ---------------- | ---------------- | ---------------- | ---------------- | ---------------- | ---------------- | ---------------- | ---------------- | ------------------ | ------------------------------ | --------------------------- |
| 2014      | 4e               | 19               | 14               | 5                | 4                | 5                | 9                | 11               | -2               | Vice-champion      | James                          | Hume (5)                    |
| 2015      | 8e               | 13               | 14               | 3                | 4                | 7                | 22               | 27               | -5               | Non qualifié       | Taylor puis Morgan puis Phelan | Dagnall et German (6)       |
| 2016      | 2e               | 22               | 14               | 6                | 4                | 4                | 13               | 15               | -2               | Vice-champion      | Coppell                        | Vineeth (5)                 |
| 2017-2018 | 6e               | 25               | 18               | 6                | 7                | 5                | 20               | 22               | -2               | Non qualifié       | Meulensteen puis James         | Hume (5)                    |
| 2018-2019 | 9e               | 15               | 18               | 2                | 9                | 7                | 18               | 28               | -10              | Non qualifié       | James puis Vingada             | Poplatnik et Stojanovic (4) |
| 2019-2020 | 7e               | 19               | 18               | 4                | 7                | 7                | 29               | 32               | -3               | Non qualifié       | Schattorie                     | Ogbeche (15)                |
| 2020-2021 | 10e              | 17               | 20               | 3                | 8                | 9                | 23               | 36               | -13              | Non qualifié       | Vicuna puis Ahmed              | Murray (7)                  |
| 2021-2022 | 4e               | 34               | 20               | 9                | 7                | 4                | 34               | 24               | +10              | Vice-champion      | Ivan Vukomanović               | Vázquez et Pereyra Díaz (8) |
| 2022-2023 | 5e               | 31               | 20               | 10               | 1                | 9                | 28               | 28               | 0                | Non qualifié       | Ivan Vukomanović               | Diamantakos (10)            |
| 2023-2024 | N/D              |                  |                  |                  |                  |                  |                  |                  |                  | N/D                | Ivan Vukomanović               | N/D                         |

## Personnalités du club

### Présidents du club
Depuis la création du club, le président est Nikhil Bhardwaj.

### Entraîneurs du club
| Nom                               | Nationalité | Du                | Au                | J  | V  | N | D  | BP | BC | V%     |
| --------------------------------- | ----------- | ----------------- | ----------------- | -- | -- | - | -- | -- | -- | ------ |
| David James (entraîneur-joueur)   | Angleterre  | 13 Août 2014      | 20 Décembre 2014  | 17 | 6  | 4 | 7  | 13 | 15 | 35,29% |
| Peter Taylor                      | Angleterre  | 12 Mai 2015       | 28 Octobre 2015   | 6  | 1  | 1 | 4  | 7  | 9  | 16,67% |
| Trevor Morgan (interim)           | Angleterre  | 28 Octobre 2015   | 1er Novembre 2015 | 1  | 0  | 1 | 0  | 1  | 1  | 0,00%  |
| Terry Phelan                      | Irlande     | 1er Novembre 2015 | 20 Décembre 2015  | 7  | 2  | 2 | 3  | 14 | 17 | 28,57% |
| Steve Coppell                     | Angleterre  | 21 Juin 2016      | 12 Juillet 2017   | 17 | 7  | 4 | 6  | 15 | 17 | 41,18% |
| René Meulensteen                  | Pays-Bas    | 14 Juillet 2017   | 2 Janvier 2018    | 7  | 1  | 4 | 2  | 6  | 10 | 14,29% |
| David James                       | Angleterre  | 3 Janvier 2018    | 18 Décembre 2018  | 24 | 6  | 9 | 9  | 26 | 22 | 25,00% |
| Nelo Vingada (interim)            | Portugal    | 18 Janvier 2019   | 17 Mars 2019      | 7  | 1  | 3 | 3  | 6  | 10 | 14,29% |
| Eelco Schattorie                  | Pays-Bas    | 19 Mai 2019       | 22 Avril 2020     | 18 | 4  | 7 | 7  | 29 | 33 | 22,22% |
| Kibu Vicuña                       | Espagne     | 22 Avril 2020     | 17 Février 2021   | 18 | 3  | 7 | 8  | 22 | 33 | 16,67% |
| Ishfaq Ahmed (interim)            | Inde        | 17 Février 2021   | 27 Février 2021   | 2  | 0  | 1 | 1  | 1  | 3  | 0,00%  |
| Ivan Vukomanović                  | Serbie      | 17 Juin 2021      | -                 | 47 | 21 | 9 | 17 | 66 | 58 | 44,68% |
| Frank Dauwen (entraîneur adjoint) | Belgique    | 5 Avril 2023      | -                 | 3  | 1  | 1 | 1  | 4  | 4  | 33,33% |

### Joueurs emblématiques du club
| Rang | Pays | Nom                      | Matchs |
| ---- | ---- | ------------------------ | ------ |
| 1    |      | Sahal Abdul Samad        | 97     |
| 2    |      | Sandesh Jhingan          | 78     |
| 3    |      | Jeakson Singh            | 73     |
| 4    |      | Prasanth Karuthadathkuni | 66     |
| 4    |      | Jessel Carneiro          | 66     |

| Rang | Pays | Nom                   | Buts |
| ---- | ---- | --------------------- | ---- |
| 1    |      | Bartholomew Ogbeche   | 15   |
| 2    |      | Dimitrios Diamantakos | 12   |
| 3    |      | C. K. Vineeth         | 11   |
| 3    |      | Adrián Luna           | 11   |
| 5    |      | Iain Hume             | 10   |
| 5    |      | Sahal Abdul Samad     | 10   |